# Akiba's Trip: Undead and Undressed
Akiba's Trip: Undead and Undressed, ou Akiba's Trip 2 (アキバズトリップ2, Akibazu Torippu 2) au Japon, est un jeu vidéo d'action-aventure développé par la société japonaise Acquire et distribué sur PlayStation Vita et PlayStation 3 en novembre 2013, sur PlayStation 4 le 3 juillet 2014 et en 2015 sur Windows.
Il est la séquelle d'Akiba's Trip sorti deux ans plus tôt sur PlayStation Portable,,. Le jeu est édité en Amérique du Nord, le 12 août 2014, par XSEED et en Europe, le 10 octobre 2014 par NIS America en version numérique.

## Trame

### Personnages
- Protagoniste (Nanashi) (主人公(ナナシ)?) est le personnage principal qui se trouve être un otaku.
- Toko Sagisaka (鷺坂登子(トーコ)?) est l'amie d'enfance du protagoniste.
- Shizuku Tokikaze (刻風雫?) est un personnage féminin aux cheveux tressés violets possédant un mystérieux pouvoir.
- Souga Hidzuki (輝月宗牙?) est l'antagoniste du jeu ; c'est un personnage masculin d'âge moyen possédant une barbiche.
- Shion Kasugai (霞会志遠?) est une femme d'affaires et PDG de 26 ans ainsi qu'une connaissance du protagoniste.
- Rin est une Idol.
- Nana est la petite sœur du protagoniste, vivant dans une pièce derrière le bar à Mogra.
- Zenya Amou est le chef de file de Magaimono.

## Doublage
Le version originale du jeu est japonaise, dont le casting est le suivant :
- Ryota Osaka : Protagoniste (Nanashi) (主人公(ナナシ)?)
- Chiwa Saito : Toko Sagisaka (鷺坂登子(トーコ)?)
- Sachika Misawa : Shizuku Tokikaze (刻風雫?)
- Eriko Nakamura : Shion Kasugai (霞会志遠?)
- Hisako Kanemoto : Rin
- Aya Suzaki : Nana
- Daichi Kanbara : Zenya Amou

## Accueil
| Aperçu des notes de Akiba's Trip: Undead and Undressed |        |        |        |
| Médias                                                 | Notes  | Notes  | Notes  |
| Médias                                                 | PS3    | PSVita | PS4    |
| Edge (RU)                                              | —      | —      | 4/10   |
| EGM (US)                                               | —      | 6,5/10 | —      |
| Destructoid (US)                                       | 7/10   | —      | —      |
| Game Informer (US)                                     | 6/10   | —      | —      |
| Game Revolution (US)                                   | 4/5    | —      | —      |
| Gamekult (FR)                                          | —      | —      | 3/10   |
| GameSpot (US)                                          | —      | 4/10   | —      |
| GameTrailers (US)                                      | 6/10   | —      | —      |
| JeuxActu (FR)                                          | 6/20   | —      | —      |
| Jeuxvideo.com (FR)                                     | —      | —      | 8/20   |
| Hardcore Gamer (US)                                    | —      | 3,5/5  | 3,5/5  |
| Polygon (US)                                           | 5/10   | —      | —      |
| GameRankings                                           | 57,94% | 66,13% | 58,00% |
| Metacritic                                             | 57%    | 64%    | 57%    |